# Niuta Tajtelbaum

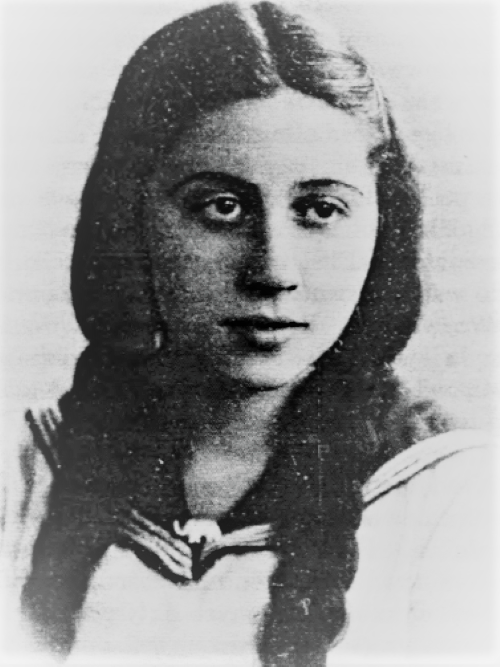
Niuta Tajtelbaum, jüdische Untergrundkämpferin im besetzten Warschau (1943)

Niuta Tajtelbaum (geboren 31. Oktober 1917 in Łódź, Polen; gestorben Juli 1943 in Warschau, Polen) war eine führende polnisch-jüdische Widerstandskämpferin gegen den Nationalsozialismus und aktiv beim Aufstand im Warschauer Ghetto.

## Leben
Tajtelbaum wurde 1917 in Łódź in eine chassidische Familie hineingeboren. Sie besuchte das dortige Gymnasium und trat in die illegale kommunistische Zelle ihrer Schule ein. Als die Polizei ihre Mitgliedschaft aufdeckte, wurde sie der Schule verwiesen. Trotzdem wurde sie an der Warschauer Universität zugelassen und machte wenige Monate vor Kriegsbeginn im September 1939 ihren Abschluss in Geschichte und Psychologie.
Im Warschauer Ghetto war sie eine der ersten, die sich der Polnischen Arbeiterpartei anschlossen. Niuta war blond und wurde wegen ihres unauffälligen Aussehens mit wichtigen Diensten außerhalb des Ghettos betraut. Sie arbeitete unter dem Namen Wanda als Kurierin für den jüdischen Widerstand, besorgte und transportierte Waffen und unterrichtete ihre Kameraden in deren Gebrauch.
Kurz vor der großen Liquidation im Sommer 1942 trat sie der Volksgarde (Gwardia Ludowa) bei, auf deren Wunsch sie das Ghetto verließ und nun stellvertretende Kommandantin der Kampfabteilung wurde. Sie half beim Aufbau der ersten Partisaneneinheiten der Volksgarde und arbeitete weiterhin als Kontaktfrau zwischen der Polnischen Arbeiterpartei und dem Antifaschistischen Block (der ersten Widerstandsvereinigung der einzelnen Gruppierungen im Warschauer Ghetto).
Reuben Ainsztein beschreibt sie als eine unerschrockene Kämpferin:

„Kaum älter als sechzehnjährig aussehend und mit blonden Zöpfen, die so lang waren, daß sie sich darauf setzen konnte, betrat sie ein gutbewachtes deutsches Gebäude, erschoß einen Nazioffizier in dessen eigenen Büro und verließ es mit einer Unschuldsmiene, die man nur einem Mörder mit ‚nordischen Rassemerkmalen‘ zutrauen würde.“

Bei einer anderen Gelegenheit drang sie in das Schlafzimmer eines Gestapo-Offiziers ein und erschoss ihn im Bett. Die kleine Wanda mit den Zöpfen wurde ein bekannter Begriff im Kreise der in Warschau stationierten Nationalsozialisten, und es wurde ein Preis von 150.000 Złoty (= 75.000 Reichsmark) für ihre Ergreifung ausgesetzt.
Am 7. und 8. Oktober 1942 sprengte Tajtelbaums Abteilung mehrere Bahnlinien, die für den Nachschub an die Ostfront für die Deutschen wichtig waren. Die Nationalsozialisten übten Vergeltung, indem sie 50 Polen öffentlich hängten. Die Antwort der Volksgarde erfolgte am 24. Oktober: Drei Kampfgruppen griffen ein Café in der Aleje Jerozolimskie, das Treffpunkt hoher Wehrmachts- und SS-Offiziere war, das Restaurant des Warschauer Hauptbahnhofs und die Räume der Zeitung Nowy Kurier Warszawski an. Tajtelbaum war bei der Aktion am Café beteiligt.
Die Deutschen nahmen daraufhin 50 Geiseln und legten der Stadt eine Kontribution von einer Million Złoty auf. Am 30. November 1942 überfiel Tajtelbaums Abteilung mitten am Tag die polnische Kommunal-Bank und erbeutete, ohne dass ein einziger Schuss fiel, 1.052.443,00 Złoty.
Nach Ausbruch des Warschauer Ghettoaufstandes am 19. April 1943 war Tajtelbaum an einer Aktion beteiligt, bei der eine Einheit der Volksgarde, am Abend des 20. April, eine MG-Stellung der SS, nahe dem Krasiński-Platz, ausschaltete.
Im Juli 1943 wurde sie in ihrer Unterkunft von der Gestapo überrascht. Sie versuchte sich zu vergiften, was ihr jedoch nicht gelang. Sie wurde verhaftet, in der Haft gefoltert und schließlich ermordet. Trotz schwerer Folter verriet sie keinen ihrer Kameraden.
Mit dem Gesetz des Komitees der nationalen Befreiung der provisorischen Regierung Polens (vom 23. Dezember 1944) wurden, am zweiten Jahrestag des Aufstandes in Warschau, am 19. April 1945, fünfzig Ghettokämpfer Polens mit hohen militärischen Auszeichnungen geehrt, unter ihnen auch Tajtelbaum.